# 藤田幸一郎
藤田 幸一郎（ふじた こういちろう、1944年 - ）は、日本の西洋史学者。専門は近代ドイツ農村社会経済史、ヨーロッパ農村史。一橋大学名誉教授。

## 経歴
愛媛県生まれ。1967年東京大学教育学部卒、1977年東京大学大学院経済学研究科博士課程満期退学 1982年「19世紀前半期のドイツ農村プロレタリアート」で経済学博士。1976年東京都立大学助手、1982年明治学院大学経済学部助教授、1988年教授、1990年一橋大学経済学部教授。1996年ブレーメン大学国際経済研究所客員研究員、2001年カール・フォン・オシエツキー大学オルデンブルク客員教授。2008年一橋大学定年、名誉教授となった。
西洋近代経済史が専門。妻は教育史学者の土方苑子(1945-2017)。藤田ゼミ出身者には保苅実（夭逝）、森宜人（一橋大学教授）、野上元（早稲田大学教授）、永山のどか（青山学院大学教授）等がいる。

## 著書
- 『近代ドイツ農村社会経済史』未来社　1984
- 『狂気の近代』花伝社 1988
- 『都市と市民社会 近代ドイツ都市史』青木書店 1988
- 『手工業の名誉と遍歴職人 近代ドイツの職人世界』未来社 1994
- 『ヨーロッパ農村景観論』日本経済評論社 2014

### 翻訳
- ヴェルナー・レーゼナー『農民のヨーロッパ』平凡社 叢書ヨーロッパ　1995
- ゲルハルト・ドールンーファン・ロッスム『時間の歴史 近代の時間秩序の誕生』篠原敏昭,岩波敦子共訳 大月書店 1999

## 論文
- <藤田幸一郎